# Resolution 2042 des UN-Sicherheitsrates
Die Resolution 2042 des UN-Sicherheitsrates ist eine Resolution, die der Sicherheitsrat der Vereinten Nationen in der 6751. Sitzung am 14. April 2012 einstimmig beschloss. Sie beschäftigte sich mit der  Situation im Nahen Osten. Konkret ging es um die Umsetzung eines Sechs-Punkte-Friedensplans im Bürgerkrieg in Syrien. Es sollte ein 30-köpfiges Vorausteam zur Überwachung desselben und zur Sondierung der Lage und Vorbereitung der United Nations Supervision Mission in Syria (UNSMIS) entsandt werden.

## Hintergrund
Im Vorfeld verhandelten die Bürgerkriegsparteien mit dem Sondergesandten Kofi Annan und der Liga der arabischen Staaten den Sechs-Punkte-Vorschlag, der folgende Punkte enthielt:
1. Es sollte ein politischer Prozess unter Vermittlung von Kofi Annan angestoßen und dafür bevollmächtigte Verhandlungsführer ernannt werden.
2. Es sollte ein Waffenstillstand geschlossen werden der folgende Punkte enthält:
  1. Die syrische Regierung sollte ihre Truppen in die Kasernen zurückschicken und den Einsatz schwerer Waffen beenden.
  2. Die syrische Regierung sollte die Kampfhandlungen einstellen
  3. Die Opposition sollte die Kampfhandlungen einstellen
3. Eine tägliche zweistündige humanitäre Pause sollte vereinbart und koordiniert werden
4. Willkürlich inhaftierte Personen sollten freigelassen werden
5. Journalisten sollten sich frei in Syrien bewegen können
6. Die Versammlungsfreiheit sollte geachtet werden

Die syrische Regierung stimmte dem Plan erstmals am 25. März zu und erneuerte ihre Bereitschaft am 1. April. Er sollte bis 10. April umgesetzt werden. Am 12. April bestätigte der Sondergesandte Kofi Annan die Waffenruhe und den Beginn der Umsetzung des Plans durch die syrische Regierung.

## Inhalt
Der Sicherheitsrat wies auf die Berichte des Generalsekretärs vom 3. August 2011, 21. März
2012 und 5. April 2012 und auf die entsprechenden Resolutionen der Generalversammlung hin. Er sagte dem Sondergesandten Kofi Annan Unterstützung zu und erwähnte die Generalversammlungsresolution 66/253 vom 16. Februar 2012 und die Resolutionen der Liga der arabischen Staaten.
Der Sicherheitsrat bekräftigte außerdem sein Bekenntnis zur Souveränität, Unabhängigkeit, Einheit und territorialen Unversehrtheit Syriens.
Er verurteilte die Menschenrechtsverletzungen in Syrien und erinnerte die, nicht näher definierten, Verantwortlichen, dass sie zur Rechenschaft gezogen werden. Er drückte sein Bedauern für Angehörigen der Toten aus, deren Zahl er mit „viele Tausend“ bezifferte.
Er erwähnte den Sechs-Punkte-Vorschlag den die syrische Regierung am 25. März 2012 akzeptiert hatte und am 1. April
2012 bekräftigte, „ihren Verpflichtungen umgehend und sichtbar nachzukommen“ indem sie Truppenbewegungen auf Bevölkerungszentren stoppt, den Einsatz schwerer Waffen beendet und mit dem Abzug der Truppen beginnt. Als Endtermin der Umsetzung war der 10. April 2012 vorgesehen. Der Sicherheitsrat erwähnte außerdem, dass die Opposition im Gegenzug die Einstellung der Kampfhandlungen zugesagt hatte.
Der Sicherheitsrat sprach davon, dass seit dem 12. April in Syrien eine Waffenruhe herrschte und die syrische Regierung mit der Umsetzung ihrer Verpflichtungen begonnen habe. Diese Einschätzung beruhte auf der Meinung Kofi Annans. Der Sicherheitsrat forderte außerdem die syrische Regierung auf den Sechs-Punkte-Vorschlag vollständig und sichtbar umzusetzen.
Er bekräftigte abermals die Unterstützung für den Sechs-Punkte-Vorschlag und die Aufforderung an die syrische Regierung ihren Verpflichtungen daraus nachzukommen und bekräftigt die Forderung nach einem Rückzug aller Regierungstruppen in die Kasernen. Danach fordert er „alle Parteien in Syrien, einschließlich der Opposition,“ auf die Kämpfe einzustellen.
Der Sicherheitsrat bekundete seine Absicht eine Aufsichtsmission nach Syrien zu entsenden, die auf einem Vorschlag des Generalsekretärs (bis spätestens 18. April) beruhen sollte.
Er forderte die syrische Regierung auf, der Mission und dessen Vorausteam ihre volle Unterstützung zu gewähren. Insbesondere sollte sie die Bewegungsfreiheit, freien Zugang, ungehinderte Kommunikation und freien und vertraulichen Kontakt zur Bevölkerung ohne Vergeltungsmaßnahmen garantieren.
Außerdem beschloss er die Entsendung eines Vorausteams, bestehend aus maximal 30 unbewaffneten Personen. Diese sollten die Mission vorbereiten und dafür Kontakt zu den Parteien aufnehmen und mit der Berichterstattung zum Sechs-Punkte-Vorschlag beginnen. Er fordert alle Parteien auf, das Team zu unterstützen, sieht die Hauptverantwortung dafür aber bei der syrischen Regierung. Der Generalsekretär sollte jede Behinderung melden.
Die syrische Regierung wurde außerdem aufgefordert humanitären Personal den Zugang zu hilfsbedürftigen Bevölkerungsgruppen zu gewähren.
Der Generalsekretär sollte über die Durchführung der Resolution bis zum 19. April Bericht erstatten. Der Sicherheitsrat wollte die Schritte in der Folge bewerten und in der Sache weiter aktiv bleiben.

## Folgen
Die ersten Mitglieder des Vorausteams unter Leitung des marokkanischen Oberst Ahmed Himmiche trafen am 15. April in Syrien ein. Am 21. April beschloss der Sicherheitsrat in der Resolution 2043 eine Aufstockung der Mission auf 300 Personen. Die Aufstockung wurde aber erst nach und nach durchgeführt. So befanden sich am 4. Mai erst 40 Beobachter in Syrien und die volle Stärke wurde erst Ende Juni erreicht. Zu dem Zeitpunkt fanden aber keine Patrouillen mehr statt da die Ausführung wegen der anhaltenden Gewalt seit 16. Juni unterbrochen war. Am 20. Juli verlängerte der Sicherheitsrat nach intensiven Verhandlungen mit der Resolution 2059 die Mission noch einmal um 30 Tage. Aufgrund der Bedingungen in Syrien ordnete er am 16. August die Beendigungen der Mission an, deren Mandat schließlich am 19. August auslief.